# Rakúsy (district de Kežmarok)
Rakúsy (allemand : Rocks, Roks ) est un village de Slovaquie situé dans la région de Prešov.

## Histoire
Première mention écrite du village en 1288.

## Démographie

### Évolution de la population
| Année:               | 1994. | 2004.    | 2014.    | 2024.    |
| -------------------- | ----- | -------- | -------- | -------- |
| Nombre de personnes: | 1477  | 2151     | 3038     | 3512     |
| Différence:          |       | +45,63 % | +41,23 % | +15,60 % |

| Année:               | 2023. | 2024.   |
| -------------------- | ----- | ------- |
| Nombre de personnes: | 3415  | 3512    |
| Différence:          |       | +2,84 % |